# Beziehungen zwischen Marokko und den Vereinigten Staaten
Die  Beziehungen zwischen dem Königreich Marokko und den Vereinigten Staaten sind von einer langen Geschichte freundschaftlicher Kontakte geprägt. Marokko war der erste Staat, der die Unabhängigkeit der USA im Dezember 1777 faktisch anerkannte, und 1786 begründeten beide Länder mit einem Friedens- und Freundschaftsvertrag ihre formellen diplomatischen Beziehungen. Dieser Vertrag – der Marokkanisch-Amerikanische Freundschaftsvertrag – ist bis heute in Kraft und gilt als die am längsten ununterbrochen bestehende vertragliche Beziehung der USA mit einem anderen Landen. In der Gegenwart arbeiten Marokko und die Vereinigten Staaten eng in politischen, wirtschaftlichen und sicherheitspolitischen Fragen zusammen. Marokko ist ein wichtiger Verbündeter der USA außerhalb der NATO und genießt seit 2004 den Status eines Major non-NATO ally. Die Zusammenarbeit umfasst intensive Handels- und Investitionsbeziehungen sowie eine enge sicherheitspolitische Kooperation in Nordafrika.

## Geschichte

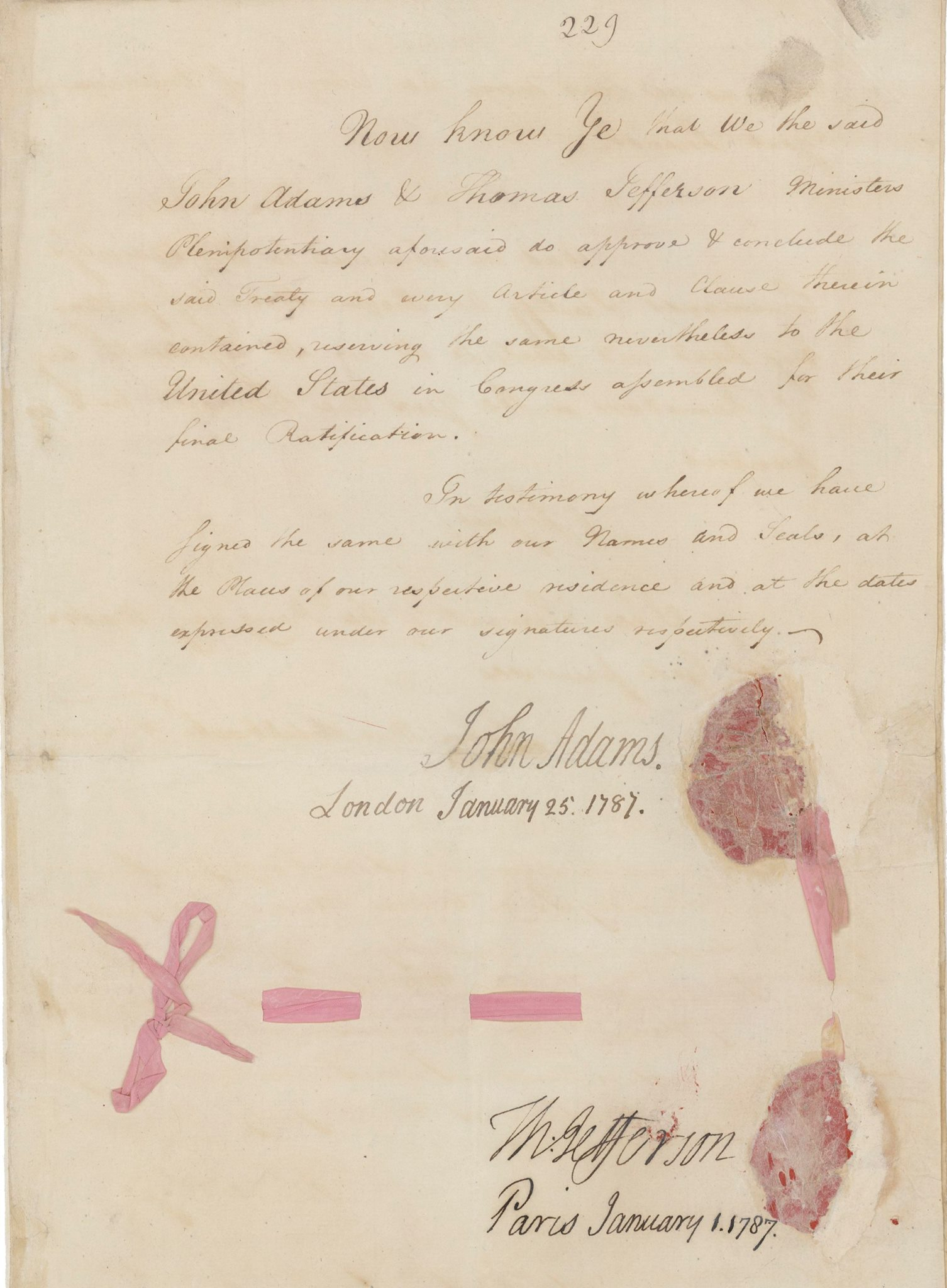
Marokkanisch-amerikanischer Freundschaftsvertrag von 1786

Die diplomatischen Beziehungen zwischen Marokko und den Vereinigten Staaten reichen bis ins späte 18. Jahrhundert zurück. Am 20. Dezember 1777 erkannte Sultan Mulai Muhammad von Marokko als erster ausländischer Herrscher die Vereinigten Staaten nach deren Unabhängigkeitserklärung an. Auf Initiative des Sultans kam es in den folgenden Jahren zu offiziellen Kontakten: 1786 unterzeichneten Unterhändler beider Seiten den marokkanisch-amerikanischen Freundschafts- und Handelsvertrag (auch „Vertrag von Marrakesch“ genannt), der 1787 vom US-Kongress ratifiziert wurde. Dieser Vertrag begründete formell die freundschaftlichen Beziehungen der beiden Länder. Er war das erste Abkommen der USA mit einem muslimischen Staat und wurde 1836 erneuert; bis heute ist er ungekündigt in Kraft geblieben und stellt die längste ununterbrochene diplomatische Vertragsbeziehung in der US-Geschichte dar. In den 1790er-Jahren richteten die USA ihre erste diplomatische Vertretung in Marokko ein, um amerikanische Handelsschiffe im Mittelmeerraum zu schützen. 1821 überschrieb Sultan Mulai Sulaiman den USA ein Gebäude in Tanger, das als Amerikanische Gesandtschaft (Legation) diente. Diese amerikanische Gesandtschaft in der Medina von Tanger beherbergte bis 1956 die US-Diplomaten in Marokko und ist heute als Museum erhalten und ein National Historic Landmark.

Ende des 19. und Anfang des 20. Jahrhunderts blieb Marokko politisch im Blickfeld der USA, etwa während der Algeciras-Konferenz 1906, bei der die Vereinigten Staaten als Vermittler auftraten. Obwohl Marokko von 1912 bis 1956 unter französisch-spanischem Protektorat stand, hielten die USA eine konsularische Präsenz im Land aufrecht. Während des Zweiten Weltkriegs diente Marokko als strategisch wichtiger Schauplatz: Im November 1942 landeten US-Truppen im Rahmen der Operation Torch an der marokkanischen Küste (damals von Vichy-Frankreich kontrolliert). Tanger und andere marokkanische Städte waren zu dieser Zeit ein Zentrum von Diplomatie und Geheimdienstaktivitäten, eine Atmosphäre, die auch in dem amerikanischen Filmklassiker Casablanca (1942 gedreht) zum Ausdruck kam. Im Januar 1943 trafen sich US-Präsident Franklin D. Roosevelt und der britische Premierminister Winston Churchill hier zur Konferenz von Casablanca, um das weitere Vorgehen der Alliierten zu beraten. Nach Kriegsende unterstützten die USA Marokkos Streben nach Unabhängigkeit: Als Marokko 1956 seine Souveränität wiedererlangte, erkannten die Vereinigten Staaten das Land umgehend an und verlegten ihre diplomatische Mission von Tanger nach Rabat, der neuen Hauptstadt.

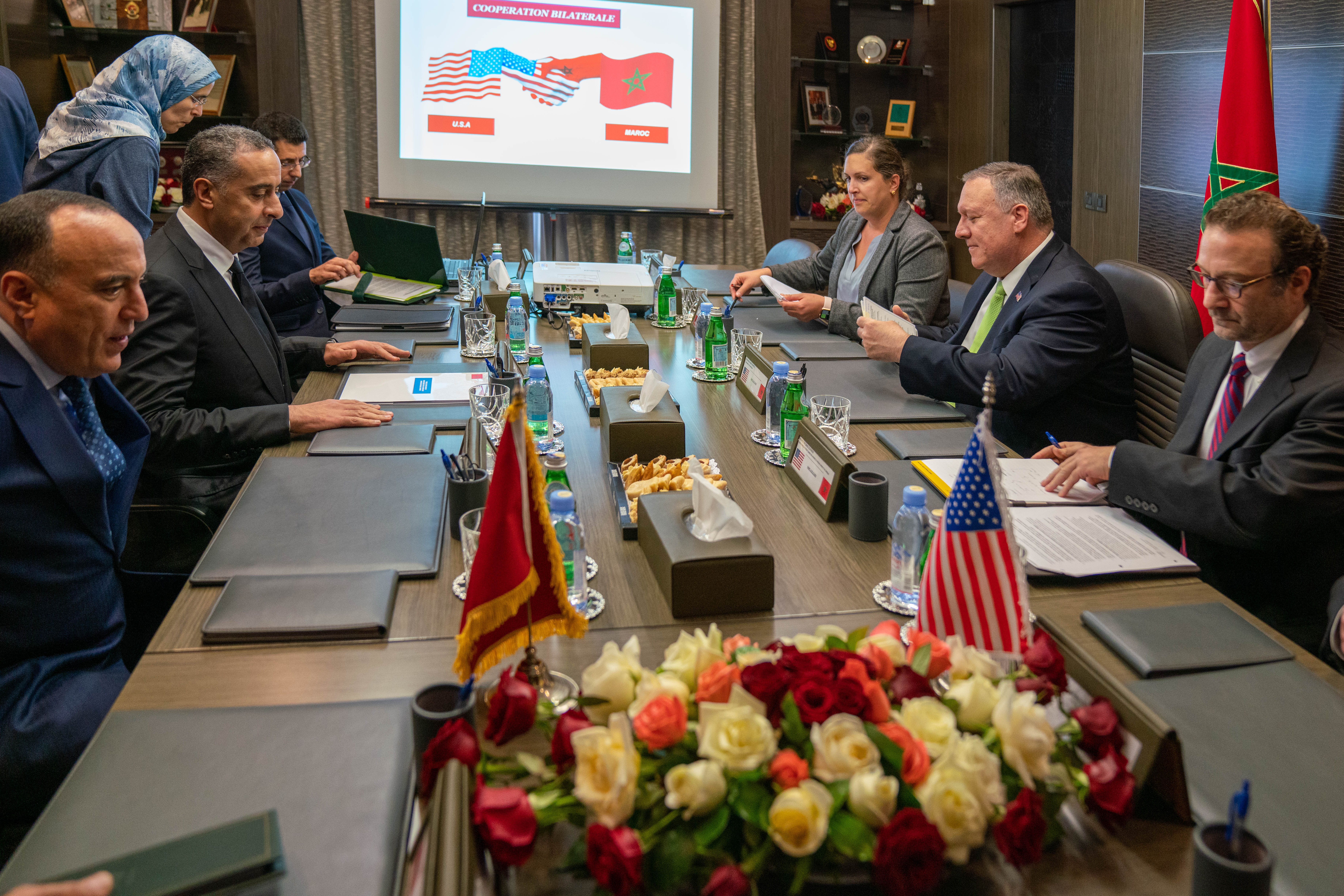
Marokkanisch-amerikanisches Gipfeltreffen (2019)

Während des Kalten Krieges zählten Marokko und die USA zu engen Partnern. Der pro-westlich orientierte marokkanische König Hassan II. pflegte ab den 1960er-Jahren enge Kontakte zu Washington, auch wenn Marokko in der Bewegung der Blockfreien Staaten verblieb. Marokko beteiligte sich an der Seite der USA an internationalen Initiativen, beispielsweise entsandte es Truppen zur Unterstützung der alliierten Koalition im Zweiten Golfkrieg 1991 (Operation Desert Storm). Im Gegenzug leisteten die USA während des gesamten Kalten Krieges und danach Wirtschaftshilfen an Marokko. Bis 1990 hatte das Land mehr als 1 Milliarde Dollar an Militärhilfe und 1,3 Milliarden Dollar an Wirtschaftshilfe erhalten. Im Jahr 2004 wurden die jahrzehntelangen guten Beziehungen auf eine neue Stufe gehoben: Die USA erklärten Marokko offiziell zum Major non-NATO ally. Dies erleichterte die sicherheitspolitische Zusammenarbeit und verstärkte den Austausch im Verteidigungsbereich. 2006 trat ein bilaterales Freihandelsabkommen zwischen den USA und Marokko in Kraft (das erste seiner Art zwischen den USA und einem afrikanischen Staat), was die wirtschaftlichen Kontakte weiter intensivierte.
Einen bedeutenden diplomatischen Meilenstein stellte das Jahr 2020 dar. Marokko stimmte im Dezember 2020 der Normalisierung seiner Beziehungen zu Israel zu – als viertes mehrheitlich muslimisches Land im Rahmen der sogenannten Abraham-Abkommen. Im Gegenzug erkannte die US-Regierung unter Präsident Donald Trump offiziell die marokkanische Souveränität über die umstrittene Westsahara an. Diese Entscheidung wich von der bisherigen neutralen Linie der USA im Westsahara-Konflikt ab und wurde im Januar 2021 in einer Proklamation bekräftigt. Die strategische Annäherung fand auch Ausdruck in der Planung einer US-Konsularvertretung in Dakhla (Westsahara). Auch unter Trumps Nachfolger Joe Biden blieb diese neue amerikanische Position bestehen und die Partnerschaft beider Länder sehr eng.

## Wirtschaftsbeziehungen
Die wirtschaftlichen Beziehungen zwischen Marokko und den Vereinigten Staaten sind durch Handel, Investitionen und Entwicklungszusammenarbeit gekennzeichnet. 2006 trat ein bilaterales Freihandelsabkommen in Kraft, das den Waren- und Dienstleistungsaustausch erheblich erleichterte. Infolge dieses Abkommens hat sich das bilaterale Handelsvolumen in den letzten Jahren vervielfacht: Lag das Gesamtvolumen 2006 noch bei rund 1,3 Milliarden US-Dollar, so stieg es bis 2023 auf über 5 Milliarden US-Dollar an. Die USA gehören damit – nach der Europäischen Union – zu den wichtigsten Handelspartnern Marokkos. Wichtige marokkanische Exportgüter in die USA sind unter anderem Phosphatprodukte, Textilien und Agrarprodukte, während die USA Maschinen, Fahrzeuge, Getreide sowie militärische Ausrüstung nach Marokko liefern. Die Vereinigten Staaten haben in Marokko auch Direktinvestitionen getätigt, etwa im Energiesektor (erneuerbare Energien) und in der Luftfahrtindustrie. Zusätzlich unterstützt die US-Regierung Marokkos wirtschaftliche und soziale Entwicklung durch Programme wie die Millennium Challenge Corporation (MCC), aus der Marokko in den 2000er und 2010er Jahren umfangreiche Fördermittel für Infrastruktur, Bildung und Landwirtschaft erhielt.

## Sicherheitspolitische Zusammenarbeit

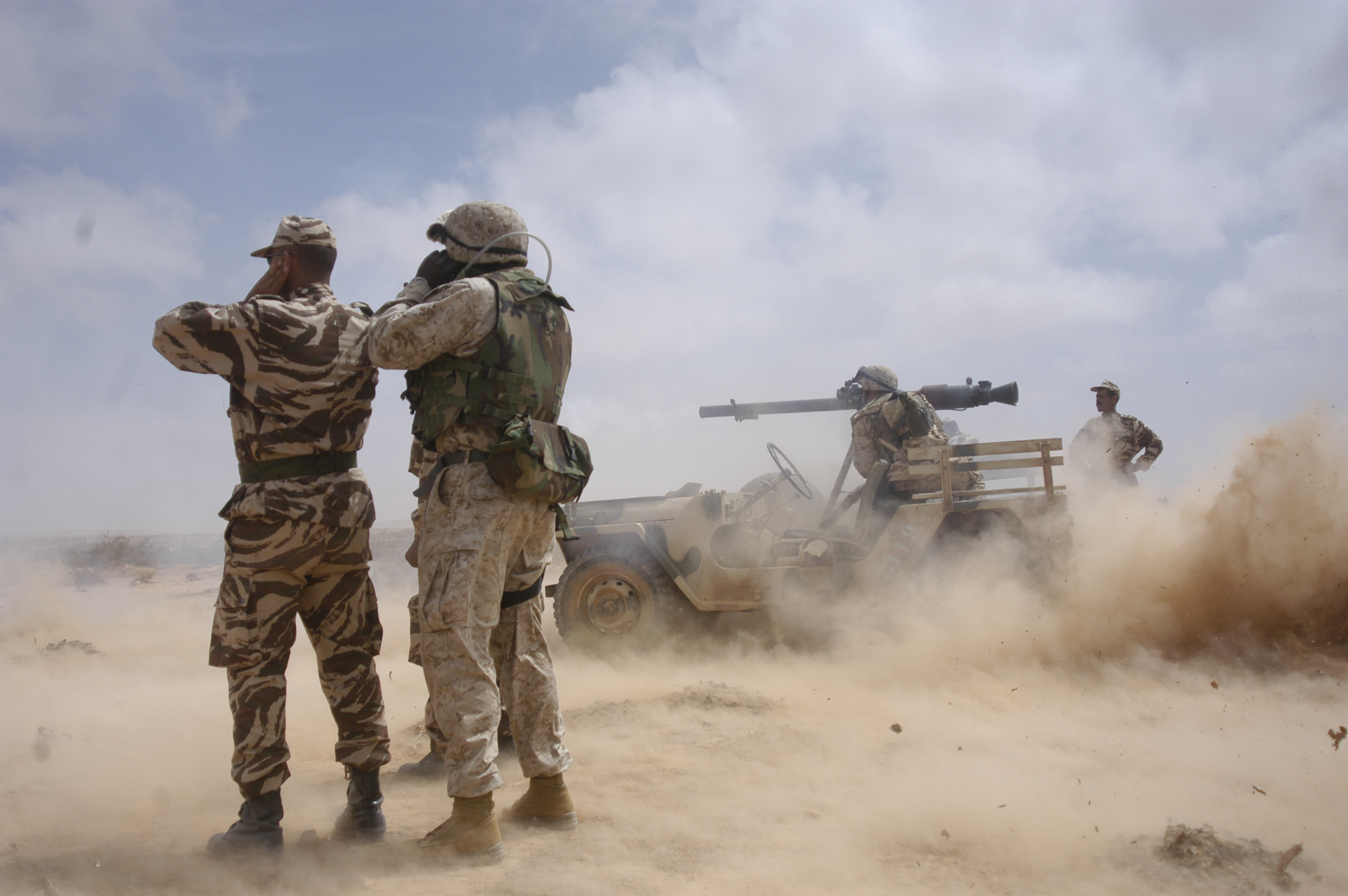
Übung African Lion (2005)

In der sicherheitspolitischen Zusammenarbeit sind Marokko und die USA enge Partner mit gemeinsamen strategischen Interessen in Nordafrika und der weiteren Region. Auf dieser Grundlage vertiefte sich die militärische Kooperation: Die Streitkräfte beider Länder führen regelmäßig gemeinsame Militärübungen und Trainings durch. Hervorzuheben ist die jährliche Großübung „African Lion“, die unter Federführung des US Africa Command (AFRICOM) in Marokko und benachbarten Ländern stattfindet und an der Tausende Soldaten aus den USA, Marokko und anderen Partnerstaaten teilnehmen. Darüber hinaus kooperieren beide Staaten eng in der Terrorismusbekämpfung. Marokko ist ein wichtiger Partner der USA im Kampf gegen islamistischen Terrorismus und schließt sich internationalen Initiativen an, wie der Anti-IS-Koalition. Als Verbündeter der USA unterstützte Marokko diese im Zweiten Golfkrieg, nicht jedoch im Dritten.
Die USA unterstützen Marokko auch bei der Modernisierung seiner Verteidigungskapazitäten durch Waffenlieferungen und Ausbildungshilfen: So bezieht Marokko amerikanisches Militärgerät wie F-16-Kampfjets und Abrams-Panzer im Rahmen von Rüstungsverträgen. Beide Länder arbeiten zudem in der maritimen Sicherheit zusammen, um die Seewege in der strategisch wichtigen Straße von Gibraltar und an der nordwestafrikanischen Küste zu schützen. 2020 wurde ein zehnjähriges Militärabkommen zwischen beiden Seiten unterzeichnet.